# Karl Josef Lesch
Karl Josef Lesch, né le 11 février 1946 à Illingen, est un théologien catholique allemand.

## Biographie
Lesch étudie la théologie catholique à l'université de Bonn, à l'université de Trèves et à l'université de Münster, et obtient son diplôme en théologie en 1970. De 1998 à 2011, il est professeur à l'université de Vechta (de).

## Ouvrages
- Neuorientierung der Theologie im 18. Jahrhundert in Würzburg und Bamberg (Forschungen zur fränkischen Kirchen- und Theologiegeschichte), Wurtzbourg, 1978
- „Und alle Welt empfing den Kuß ihres Schöpfers“. Welt- und Menschenbild Hildegards von Bingen für heute, Wurtzbourg, 1991
- Mein Gott, mein Gott, warum? Bilder und Texte zu einem umstrittenen Kruzifix (en collaboration avec Ulrich Fox (de)), Münster, 2008
- Religionspädagogische Perspektiven. Kirche, Theologie, Religionsunterricht im 21. Jahrhundert. Festschrift für Ralph Sauer (de) zum 75. Geburtstag, (en collaboration avec Egon Spiegel (de)), (Vechtaer Beiträge zur Theologie, Bd. 9), Kevelaer 2003